# Explainer video
Explainer Video (product demo video, animated demo flick, video demo, demonstration video lub product intro video) – narzędzie marketingowe, które pomaga w skutecznym wyjaśnianiu funkcjonowania i promocji oprogramowania, stron internetowych, aplikacji mobilnych i internetowych oraz wszelkiego rodzaju produktów. 
Explainer Video wykorzystywane jest przy promocji startupów lub przedstawianiu biznesu potencjalnym odbiorcom i partnerom. Explainer video umieszczane jest najczęściej na stronach internetowych, ale jest również używane jako prezentacja off- line. W zależności od typu realizacji, czas trwania explainer video wynosi w około 1-5 minut.